# أنطون كربيين
أنطون كربيجن (بالهولندية: Anton Corbijn) (20 ماي 1955) مصور ومخرج سينمائي ألمانيا. ويقيم في بريطانيا.

## من أفلامه
- 2007, سيطرة

## روابط خارجية
- مقالات تستعمل روابط فنية بلا صلة مع ويكي بيانات